# Паркс, Джеймс
Джеймс Паркс (англ. James Parks; род. 16 ноября 1968) — американский и канадский актёр, сын Майкла Паркса.

## Биография
Джеймс Паркс родился 16 ноября, 1968 года в городе Охай, штат Калифорния.

## Карьера
Впервые на широком экране появился в «Твин Пикс: Сквозь огонь» (1992), где сыграл небольшую роль механика. До этого он снимался на телевидении.
Играл роль полицейского Эдгара МакГроу (сын Эрла) в фильмах Квентина Тарантино и Роберта Родригеса: обе части фильма «Убить Билла» (2003—2004), «Доказательство смерти» (2007) и «Мачете» (2010). Иногда на экране появляется вместе с отцом Майклом, который играет роль Эрла МакГроу.
Прорывом для Джеймса стала роль кучера О. Б. Джексона в фильме Квентина Тарантино «Омерзительная восьмёрка» (2015). Вместе с другими исполнителями центральных ролей стал лауреатом премии Critics' Choice Awards за «лучший актёрский ансамбль».
Также играл в известных телесериалах, таких как «Баффи - истребительница вампиров» (1998), «Детектив Нэш Бриджес» (2000), «Дедвуд» (2004), «Кости» (2006) и «Настоящая кровь» (2008). Сыграл агента Терри Салливана в эпизоде «Происхождение» сериала «Секретные материалы» (2002).

## Фильмография
| Год       |    | Русское название                 | Оригинальное название                    | Роль                                   |
| --------- | -- | -------------------------------- | ---------------------------------------- | -------------------------------------- |
| 1992      | ф  | Твин Пикс: Сквозь огонь          | Twin Peaks: Fire Walk with Me            | автомеханик                            |
| 1995      | с  | Космос: Далекие уголки           | Space: Above and Beyond                  | Шенкович                               |
| 1998      | с  | Баффи - истребительница вампиров | Buffy the Vampire Slayer                 | Тэктор Гоурч                           |
| 1998      | ф  | От заката до рассвета 2          | From Dusk Till Dawn 2: Texas Blood Money | офицер МакГроу                         |
| 1998—1999 | с  | Военно-юридическая служба        | Judge Advocate General (JAG)             | лейтенант-коммандер «Слайдер» Моррисон |
| 2000      | с  | Детектив Нэш Бриджес             | Nash Bridges                             | Бутч                                   |
| 2002      | с  | Секретные материалы              | The X-Files                              | агент Терри Салливан                   |
| 2002      | ф  | Крокодил 2: Список жертв         | Crocodile 2: Death Swamp                 | Скуид                                  |
| 2003      | ф  | Убить Билла. Фильм 1             | Kill Bill: Vol. 1                        | Эдгар МакГроу                          |
| 2004      | ф  | Убить Билла. Фильм 2             | Kill Bill: Vol. 2                        | Эдгар МакГроу                          |
| 2004      | с  | Дедвуд                           | Deadwood                                 | Клелл Уотсон                           |
| 2005      | ф  | Долтри Кэлхун                    | Daltry Calhoun                           | Арло                                   |
| 2005      | тф | Дом мертвых 2                    | House of the Dead 2                      | Барт                                   |
| 2006      | с  | Кости                            | Bones                                    | шериф Дауз                             |
| 2007      | ф  | Доказательство смерти            | Death Proof                              | Эдгар МакГроу                          |
| 2008—2011 | с  | Настоящая кровь                  | True Blood                               | Мак Реттрей                            |
| 2010      | ф  | Мачете                           | Machete                                  | Эдгар МакГроу                          |
| 2010      | ф  | Шина                             | Rubber                                   | Даг                                    |
| 2011      | ф  | Красный штат                     | Red State                                | Мордекай                               |
| 2012      | ф  | Джанго освобождённый             | Django Unchained                         | Трекер                                 |
| 2015      | ф  | Омерзительная восьмёрка          | The Hateful Eight                        | О.Б. Джексон                           |
| 2017      | с  | Сын                              | The Son                                  | Найлс Гилберт                          |